# Onimusha (serie animata)
Onimusha (鬼武者?) è una serie originale di Netflix (ONA), basata sull'omonimo franchise di videogiochi di Capcom. Prodotto da Sublimation e diretto da Shinya Sugai, è uscito a novembre 2023 su Netflix.

## Trama
Ambientato all'inizio del periodo Edo, un periodo in cui il Giappone stava passando alla pace e la guerra stava svanendo nella storia, un anziano Musashi si imbarca in una missione segreta. Armato del mitico "Guanto di Oni", Musashi intraprende un viaggio epico per sconfiggere i demoni in agguato.

## Personaggi
Musashi Miyamoto (宮本武蔵?, Miyamoto Musashi)
Doppiato da: Akio Ōtsuka (ed. giapponese), Fabrizio Pucci (ed. italiana)
Kojiro Sasaki (佐々木小次郎?, Sasaki Kojirō)
Doppiato da: Toshihiko Seki (ed. giapponese), Carlo Scipioni (ed. italiana)
Kensuke Matsui (松井健介?, Matsui Kensuke)
Doppiato da: Hōchū Ōtsuka (ed. giapponese), Stefano Alessandroni (ed. italiana)
Sahei佐平 (Sahei?)
Doppiato da: Daiki Yamashita (ed. giapponese), Emanuele Ruzza (ed. italiana)
Goro-Maru (五郎丸?, Gorōmaru)
Doppiato da: Subaru Kimura (ed. giapponese), Luigi Ferraro (ed. italiana)
Heikuro (平九郎?, Heikurō)
Doppiato da: Katsuyuki Konishi (ed. giapponese), Christian Iansante (ed. italiana)
Kaizen (カイゼン?, Kaizen)
Doppiato da: Kazuyuki Okitsu (ed. giapponese), Edoardo Stoppacciaro (ed. italiana)
Sayo (小夜?, Sayo)
Doppiata da: Aya Yamane (ed. giapponese), Sara Ciocca (ed. italiana)
Iemon (伊右衛門?, Iemon)
Doppiato da: Ryohei Kimura (ed. giapponese), Davide Perino (ed. italiana)

## Produzione e distribuzione
La serie è stata rivelata per la prima volta nel settembre 2022 durante l'evento virtuale Tudum di Netflix. La direzione generale è affidata a Takashi Miike, con Shinya Sugai alla regia, Sublimation che produce l'animazione, Hideyuki Kurata che scrive le sceneggiature e Kōji Endō che compone la musica. La serie ha utilizzato l'attore giapponese Toshirō Mifune come modello per il personaggio di Musashi. La sigla della serie è "The Loneliest", eseguita dai Måneskin. È uscito su Netflix il 2 novembre 2023.

## Episodi
| Nº | Titolo italiano Giapponese 「Kanji」 - Rōmaji | In onda         | In onda         |
| Nº | Titolo italiano Giapponese 「Kanji」 - Rōmaji | Giapponese      | Italiano        |
| 1  | Demone 「Demon」 | 2 novembre 2023 | 2 novembre 2023 |
| 1  | Musashi dimostra la sua abilità al monaco capo di un tempio per permettergli di prendere in prestito un oggetto specifico in una scatola di legno per 33 giorni, anche se è costretto ad essere accompagnato dal giovane monaco Kaizen. Musashi si unisce alla sua banda di 5 uomini che lo stanno accompagnando in una missione del signore locale per sconfiggere Iemon che sta terrorizzando un villaggio. Mentre si avvicinano al villaggio di Iemon, Musashi smaschera Matsuke come traditore e lo uccide in duello. Gensai si rivela quindi essere un Genma, controllato da Iemon e sebbene cerchi di resistere al controllo di Iemon, attacca selvaggiamente Musashi che lo sconfigge solo usando il guanto Oni dalla scatola trasportata da Kaizen. |                 |                 |
| 2  | Demone delle montagne 「Mountain Demon」 | 2 novembre 2023 | 2 novembre 2023 |
| 2  | Il gruppo arriva al villaggio e lo trova abbandonato, ad eccezione di una giovane ragazza, Sayo. Poco dopo vengono attaccati dagli abitanti del villaggio che sono stati trasformati in zombie da Iemon. Il gruppo escogita un piano per attirare gli zombie in una trappola e poi distruggerli tutti con la polvere da sparo. Scoprono che gli abitanti del villaggio avevano scoperto l'oro durante l'estrazione di rame e stagno. Lo dissero al signore che voleva tenerlo segreto allo shogunato, ed egli mandò Iemon che li uccise tutti. Sayo giura di vendicare i suoi nonni e il villaggio, e Musashi si offre di aiutarla. |                 |                 |
| 3  | Incubo 「Nightmare」 | 2 novembre 2023 | 2 novembre 2023 |
| 3  | Mentre Sayo guida il gruppo su per la ripida montagna fino alla fortezza di Iemon, vengono attaccati da samurai zombie, ma riescono a sconfiggerli con l'aiuto dei falchi di Goromaru. Tuttavia, Goromaru e uno dei suoi falchi vengono uccisi da una lancia lanciata dagli scagnozzi Genma di Iemon che afferrano Sayo e sfidano Musashi a incontrarli in un tempio il giorno successivo per recuperarla. |                 |                 |
| 4  | Incantesimi 「Bewitch」 | 2 novembre 2023 | 2 novembre 2023 |
| 4  | Il piccolo gruppo di Musashi arriva al tempio e viene accolto dai genma di Iemon, che si rivelano essere i tre fratelli Yoshioka che Musashi ha ucciso 20 anni prima. Mentre combattono, Sahei, Kaizen e Heikuro vanno a salvare Sayo che è intrappolata all'interno di un'enorme campana ardente. Musashi viene inizialmente sconfitto dai genma Yoshioka, ma dopo gli altri salva Sayo con uno sforzo sovrumano, soprattutto da Kaizen che subisce ustioni incredibili. Musashi rinnova il suo attacco con l'aiuto del guanto Oni e fa a pezzi i genma. Il guanto assorbe le loro anime, ma Kaizen impedisce a Musashi di diventare lui stesso un Oni prima di morire per le sue ferite. |                 |                 |
| 5  | Anima Yin 「Yin Soul」 | 2 novembre 2023 | 2 novembre 2023 |
| 5  | Non appena Musashi sconfigge i fratelli Yoshioka, si trova di fronte a tre donne che affermano di essere le sorelle Yoshioka. Un flashback mostra come un monello abbia preso la spada e il nome del samurai Iemon. Il gruppo affronta separatamente le proprie paure interiori e va avanti con nuova determinazione. Incontrano di nuovo le sorelle Yoshioka, ma Musashi le sconfigge rapidamente e si dirigono verso il castello di Iemon. |                 |                 |
| 6  | Oni 「Oni」 | 2 novembre 2023 | 2 novembre 2023 |
| 6  | Il gruppo entra nella miniera d'oro e trova una caverna rivestita d'oro e viene accolto da Alfred, il servo di Iemon che li conduce nel castello sotterraneo, scintillante d'oro. Vengono improvvisamente attaccati da un centauro e Heikuro si sacrifica per salvare gli altri mentre Musashi finisce Alfred. I genitori di Sayo appaiono, ma iniziano a soffocare Sayo poiché sono controllati da Iemon. Musashi è combattuto sul da farsi, ma li uccide entrambi per salvare Sayo. |                 |                 |
| 7  | Capo 「Harbinger」 | 2 novembre 2023 | 2 novembre 2023 |
| 7  | Iemon finalmente si rivela e chiama un genma, l'ex famoso spadaccino Sasaki Kojiro che è stato ucciso da Musashi. Ordina a Sasaki di tagliare le braccia e le gambe di Musashi, tuttavia, recide invece gli arti di Iemon in modo che possa concentrarsi sulla sconfitta di Musashi senza distrazioni. Si impegnano in battaglia, con Musashi che usa il guanto per aiutarlo contro Sasaki e i suoi poteri sovrumani. |                 |                 |
| 8  | Anima Yang 「Yang Soul」 | 2 novembre 2023 | 2 novembre 2023 |
| 8  | La battaglia tra Musashi e Sasaki continua, ma sono distratti da orde di genma scheletrici. I samurai si precipitano su un ponte di pietra per continuare la loro lotta dove Sasaki usa i suoi poteri mistici per distruggere prima il genma, poi il ponte che li sostiene. Si tuffano nelle profondità sottostanti mentre continuano a scontrarsi con le spade e anche quando raggiungono il fondo, Sasaki continua il suo attacco. Nel frattempo, Sahei e Sayo si imbattono nel torso senza arti di Iemon che vuole ancora inseguire il suo sogno di conquista come genma. Offre a Sahei un posto al suo fianco, ma Sahei lo avvelena. Sayo trova Musashi e lo convince a combattere come un umano, e mentre se ne va, l'intero sito minerario crolla per la forza della battaglia. Più tardi, il capo monaco del tempio trova il guanto di Oni restituito, ma sembra essere più pesante di prima. |                 |                 |